# Madonna col Bambino (Andrea Vanni)
La Madonna col Bambino è un dipinto a tempera e oro su tavola (82x60 cm) di Andrea Vanni, databile al 1390-1400 circa e conservato nella Galleria degli Uffizi a Firenze.

## Storia
L'opera si trovava originariamente a Tatti, vicino a Massa Marittima, nell'oratorio di Santa Maria delle Grazie, dove venne segnalata dall'Ademollo.
Affidata dalla curia grossetana alla famiglia Petruccioli, venne illegalmente venduta al Riccardi e poi al Bruschi. Le vicende del dipinto restarono per questo a lungo nascoste, tanto che Berenson lo citò come di provenienza sconosciuta, nella sua pubblicazione del 1968. Anche Boskovits si confuse, scambiando l'opera per un'altra pubblicata dal Mason Perkins che è poi stata ripubblicata dal Russoli.
Il dipinto venne acquisito dallo Stato nel 1970 per 35 000 000 di lire, e venne restaurato nel 1980. Nel 1975 la pubblicazione della Wainwright lo segnalava ancora come di provenienza ignota, mentre la De Benedictis lo comprese infine nel catalogo delle opere del Vanni, artista della scuola senese. La prima attribuzione all'autore risale comunque al De Nicola e la datazione è frutto della proposta della Padovani, che vi colse influenze di Francesco di Vannuccio e Paolo di Giovanni Fei.

## Descrizione e stile
La Madonna col Bambino è ritratta a mezza figura su uno sfondo dorato, che le dà una certa aurea mistica di sapore bizantino. A sinistra, sotto uno dei lobi dell'archetto, si vede un profeta con cartiglio, mentre nei due tondi in alto sono dipinti san Luca evangelista e un angelo. Maria ha un manto blu con la tipica stella sulla spalla, ricordo della Grazia divina e della stella di Betlemme, con una corona a rilievo in pastiglia e un velo lavorato interamente nell'oro. Anche la veste del Bambino, in posizione frontale, è ricavata con tantissime lumeggiature dorate.
Lo stile dell'opera ben esemplifica lo stato dell'arte senese alla fine del secolo, legata ancora all'esempio dei maestri del primo Trecento, in particolare, in questo caso, Simone Martini.